# Zeltner Brauerei
Die Brauerei Zeltner war eine bis 1943 in Nürnberg ansässige Brauerei.

## Geschichte
Die Eltern von Johann Georg und Johannes Zeltner waren Bauern und Hopfenhändler im mittelfränkischen Eschenbach. Der Vater Johann Zeltner hatte mit einem Selbstvertrieb seines Hopfens begonnen. Ein Absatzmarkt war damals auch die aufstrebende Großstadt Nürnberg, in die der Sohn Johann Georg Zeltner übersiedelte. Zusammen mit seinem älteren Bruder, dem Unternehmer Johannes führte er dort zunächst die Handelsgeschäfte seines Vaters fort.
Im Jahr 1836 erwarben die Brüder Johann Georg (1807–86) und Johannes Zeltner (1805–82) ein brachliegendes Brauhaus in der südlichen Nürnberger Altstadt. Im August 1836 kauften sie von der Bierbrauerswitwe M.C.Keppendörfer das Brauhaus mit Grundstück in der Schlotfegergasse 10 zusammen mit dem Recht für die Rot- und Weißbierherstellung für 19.000 Gulden. Nach der Renovierung nahmen sie den Betrieb wieder auf. Die Brauerei Joh.Gg.Zeltner war bereits von Anfang an so erfolgreich, dass kurz darauf zusätzlich ein weiterer Lagerkeller in der damaligen Schildgasse (heute Tetzelgasse) angemietet wurde.
Durch den Einsatz neuer Brauverfahren und dem Einsatz einer Dampfmaschine wuchs die Brauerei in den nachfolgenden 30 Jahren zur viertgrößten der damalig 29 Nürnberger Brauereien an.
In den 1890er Jahren übernahm Sohn Heinrich Zeltner die Leitung der Brauerei.  Von 1886 bis 1887 ließ sich Heinrich Zeltner senior außerhalb der Altstadt, am westlichen Rande des späteren Brauereiareals an der  Ostendstrasse vom Maurermeister Stephan Gebhard eine mondäne Villa in Formen der Neorenaissance errichten. Er begann mit den Planungen einer großen Braustätte. Es entstand dort die Brauerei Johann Georg Zeltner mit Sudhaus, Eismaschinenhalle, Fasslagern und einem 40 m hohen markanten Schornstein. Umgeben war das Gelände von einem großen Englischen Landschaftspark. In der unmittelbar südlich benachbarten heutigen Scheurlstraße entstand für die Rohstoffe ein Hopfenlager mit einem eigenen Trockenkamin, der etwa 5 × 25 m maß, sowie angegliederte Arbeiterwohnungen.
Johann Georg Zeltner besaß zu diesem Zeitpunkt 40 eigene Gaststätten und baute in den 1920er/1930er Jahren weitere neue hinzu. Von den Enkeln Johann Georg Zeltners wurde 1910 das neue Sudhaus und Kontoranbau errichtet und 1911 in Betrieb genommen. Die alte Braustätte in der Schlotfegergasse wurde stillgelegt. In den 1920er Jahren zählte die Brauerei zeitweise zu den fünf größten Privatbrauereien am Ort und war in der Zwischenkriegszeit 1925 die letzte noch in Familienbesitz verbliebene Nürnberger Brauerei.
Der ehemalige Bierkeller an der Schlotfegergasse wurde später um 1941 zum sogenannten Palmenhofbunker ausgebaut. Der Keller in der Tetzelgasse (heute als Greinerkeller bez.), wurde um 1943 ein Bestandteil des Paniersbunkers.
Der Zweite Weltkrieg beendete den Geschäftserfolg der Brauerei.  In der Nacht vom 10/11. August 1943 wurde bei einem von südöstlich über Feucht her geflogenen britischen Fliegerangriff das Brauhaus zerstört. Auch der Enkel, Heinrich Zeltner Jr. kam dabei in dieser Nacht ums Leben. Durch eine britische Fliegerbombe, wurde am 2. Januar 1945 auch die Villa derart lädiert, dass sie 1961 vollends abgetragen werden musste.
Nach dem Krieg kehrte Kurt Zeltner aus der Kriegsgefangenschaft zurück und übernahm die Leitung des Unternehmens. Durch seinen frühen Tod scheiterte aber der Wiederaufbau der Brauerei. Bis in die späten 1950er Jahre waren die Unternehmersvilla und der ob seiner Ausdünstungen in der Bevölkerung der Umgebung eher ungeliebte Schlot noch kartiert.

### Nachnutzung
An der ehemaligen Betriebstätte in der Tullnau erstreckt sich heute der Parkplatz der sogenannten Norikusbucht.  Auf dem Grundstück am Wöhrder See wurde 1972 der Norikus erbaut, eine stadtbildprägende Wohnanlage, die aus drei Türmen und drei weiteren Blocks mit insgesamt 850 Appartements besteht. Der Wohnturm mit 21 Stockwerken galt damals als das höchste Gebäude Nürnbergs. Am 31. Mai 1969 erfolgte die Sprengung des Brauereischlotes mit vier Kilogramm Sprengstoff und nur wenige Jahre später war von der einstigen Brauerei kaum noch etwas übrig. Die ehemalige Hopfendarre in der Scheurlstraße blieb im Krieg unzerstört. In der Nachkriegszeit  wurde der Trockenkamin zugemauert und im Hinterhof ein Weinlager eingerichtet. Dieses befindet sich noch heute in britischem Besitz und beherbergt eine vereinsmäßig organisierte Künstlerkolonie der ehemals auch Sonny Hennig angehörte, die dort eine Galerie und ein Fotostudio betreibt.

### Marken
Das Unternehmen der Marke Joh. Gg. Zeltner selbst hat heute seinen Standort in der Nürnberger Emmericher Straße 11. Unter dem Markennamen „Zeltner Bier“ mit dem auffälligen „Z“ wird das bei Tucher gebraute „Zeltner Vollbier Hell“ vertrieben. Über einen kurzen Zeitraum wurde auch ein „Sommerfestbier“ bei der oberfränkischen Brauerei Rittmayer gebraut.